# Apristus laticollis
Apristus laticollis är en skalbaggsart som beskrevs av Leconte. Apristus laticollis ingår i släktet Apristus och familjen jordlöpare. Inga underarter finns listade i Catalogue of Life.